# Дембянкі (Радзейовський повіт)
Дембянкі (пол. Dębianki) — село в Польщі, у гміні Топулька Радзейовського повіту Куявсько-Поморського воєводства.
Населення — 239 осіб (2011).
У 1975-1998 роках село належало до Влоцлавського воєводства.

## Демографія
Демографічна структура станом на 31 березня 2011 року:
|          | Загалом | Допрацездатний вік | Працездатний вік | Постпрацездатний вік |
| -------- | ------- | ------------------ | ---------------- | -------------------- |
| Чоловіки | 117     | 18                 | 93               | 6                    |
| Жінки    | 122     | 25                 | 81               | 16                   |
| Разом    | 239     | 43                 | 174              | 22                   |